# 岡本倶楽部
岡本倶楽部（おかもとくらぶ）は、かつて存在した会員制リゾートクラブである。老舗ホテルグループを基盤にした預託金商法で急成長したが、預託金が返還不能となり2010年に経営破綻した。のちにオーナーら関係者が組織的な犯罪の処罰及び犯罪収益の規制等に関する法律（組織犯罪処罰法）違反で実刑判決を受けた。

## 概要
静岡県熱海市熱海温泉の老舗ホテルであった岡本ホテルはバブル景気崩壊後に経営に行き詰まり、元山口組系暴力団員がオーナーとなり伊東市伊東温泉など他の温泉地のホテルも買収しながら岡本ホテルグループを形成した。
2006年にオーナーは、ホテルグループの宿泊権を特典に付けた預託金商法として岡本倶楽部を開始した。預託金を5年間預ければ元本を保証したうえで全国11か所のホテル宿泊権が得られるものであったが、5年目の2010年に預託金が返還不能となり、預託金の運営企業であったオー・エム・シーが倒産した。全国で約8,000人が200億円以上の被害を被った。2011年に警視庁、静岡県警察、兵庫県警察、福井県警察の合同捜査本部がホテルのオーナーらを出資の受入れ、預り金及び金利等の取締りに関する法律（出資法）違反の容疑で逮捕し、のちに暴力団関係者が介在したとして組織犯罪処罰法違反（組織的犯罪）の容疑に切り替えて捜査した。2013年に東京地方裁判所は、オーナーを懲役18年と判決した。オーナーは東京高等裁判所へ控訴し、棄却後に最高裁判所に上告したが2015年9月15日に棄却されて判決が確定し、山形刑務所に収監されて2020年1月26日に刑期終了前に死亡した。

## ホテルのその後
各地の岡本ホテルの所有権は、不動産会社や建設会社等へ移り経営が続けられているものもあれば、建物が除却されているものもある。熱海岡本ホテル跡地は、熱海市が熱海市立図書館建設などを目的に購入したが計画は頓挫し、2014年に市役所の駐車場となった。伊東マンダリン岡本ホテルは、伊東市が生涯学習施設建設などを目的に購入したが、こちらも計画は頓挫して図書館などの駐車場となった。2018年6月16日に、伊東マンダリン岡本ホテル敷地の売買に関して、元伊東市長の佃弘巳が警視庁捜査二課に収賄容疑で逮捕された。